# لودفيغ كوخ
لودفيغ كوش (بالألمانية: Ludwig Koch)‏ هو رسام نمساوي، ولد في 13 ديسمبر 1866 في فيينا في النمسا، وتوفي بنفس المكان في 26 نوفمبر 1934.